# Alberto Cardaccio
Alberto Cardaccio (26 de agosto de 1946 — 28 de janeiro de 2015) foi um futebolista uruguaio que atuava como meia. 

## Carreira
Defendeu o Danubio, Racing, Unión de Curtidores, Atlas, Puebla e Monterrey.
Pela Seleção Uruguaia participou de uma partida da Copa do Mundo FIFA de 1974. 